# Ketevan (martire)
Ketevan detta Ketevan la martire (in georgiano ქეთევან წამებული?, ketevan tsamebuli; ... – Shiraz, 12 settembre 1624) è stata una regina georgiana del regno di Cachezia, un regno nell'odierna Georgia orientale.
Fu reggente di Cachezia durante la minore età del figlio Teimuraz I, dal 1605 al 1614. Fu uccisa a Shiraz, in Iran, dopo prolungate torture da parte dei sovrani safavidi di Cachezia per essersi rifiutata di rinunciare alla fede cristiana nel prospetto di una conversione all'islam. È venerata come santa dalla Chiesa ortodossa georgiana.

## Biografia
Ketevan nacque dal principe Ashotan di Mukhrani (Bagration) e sposò il principe David di Cachezia, il futuro David I, re di Cachezia dal 1601 al 1602.
Dopo la morte di David, si dedicò all'edilizia religiosa e alla carità. Tuttavia, quando il fratello di Davide, Costantino I, uccise il padre regnante, Alessandro II, e usurpò la corona con il sostegno iraniano safavide nel 1605, Ketevan radunò i nobili kakheti contro il parricida e mise in fuga la forza leale a Costantino. L'usurpatore morì in battaglia. Secondo il funzionario e cronista safavide, Fażli Ḵuzāni, Ketevan mostrò misericordia ai sostenitori di Costantino e al suo Qizilbash sopravvissuti. Ordinò che i soldati nemici feriti fossero trattati di conseguenza e accettati in servizio se lo desideravano. I mercanti musulmani, che avevano sofferto i danni della guerra, furono risarciti e liberati. Ketevan fece recuperare il corpo di Costantino e lo mandò ad Ardabil.
Dopo la rivolta negoziò con lo scià Abbas I dell'Iran, che era il sovrano della Georgia, per confermare suo figlio minorenne, Teimuraz I, come re di Kakheti, mentre lei assumeva la funzione di reggente.
Nel 1614, inviata da Teimuraz come negoziatrice allo scià Abbas, Ketevan si arrese effettivamente come ostaggio onorario nel fallito tentativo di impedire che Kakheti venisse attaccata dagli eserciti iraniani. Fu trattenuta a Shiraz per diversi anni fino a quando Abbas I, in un atto di vendetta per la riluttanza di Teimuraz, ordinò alla regina di rinunciare al cristianesimo e, al suo rifiuto, la fece torturare a morte con tenaglie roventi nel 1624.
Porzioni delle sue reliquie furono portate clandestinamente dai missionari cattolici agostiniani portoghesi, testimoni oculari del suo martirio, in Georgia dove furono sepolte nel Monastero di Alaverdi. Si diceva che il resto dei suoi resti fosse stato sepolto nella chiesa di Sant'Agostino a Goa, in India. Dopo diverse spedizioni condotte a Goa nel XXI secolo per cercare i resti, si è ritenuto che siano stati trovati alla fine del 2013. 

## Canonizzazione
La regina Ketevan fu canonizzata dal patriarca Zaccaria di Georgia (1613–1630) e il 13 settembre (corrispondente al 26 settembre nel moderno calendario gregoriano) fu istituito dalla Chiesa ortodossa georgiana come giorno della sua commemorazione.
Il racconto del martirio di Ketevan riferito dai missionari agostiniani fu sfruttato da suo figlio, Teimuraz, nella sua poesia Il libro e la passione della regina Ketevan (წიგნი და წამება ქეთევან დედოფლისა, Ts'igni da ts'ameba ketevan dedoplisa; 1625) così come dal tedesco autore Andreas Gryphius nella sua tragedia classica Catharina von Georgia (1657).  Il monaco georgiano Grigol Dodorkeli-Vakhvakhishvili del monastero di David Gareja fu un altro autore quasi contemporaneo i cui scritti, un'opera agiografica e diversi inni, si concentrano sulla vita e sul martirio di Ketevan. Il poeta scozzese William Forsyth compose il poema The Martyrdom of Kelavane (1861), basato sul racconto di Jean Chardin sulla morte di Ketevan.

## Reliquie e reperti archeologici

### Portogallo
Nel 2008, è stato scoperto che il convento di Graça a Lisbona, in Portogallo, conteneva un grande azulejo panoramico precedentemente sconosciuto raffigurante il martirio della regina Ketavan in Persia. Le scene erano basate sui resoconti del suo martirio da parte dei missionari agostiniani portoghesi che hanno assistito alla sua morte. Le piastrelle panoramiche erano in stato di abbandono e la Georgia ha offerto migliaia di euro per le riparazioni.
Nel 2017, una replica completa della rappresentazione portoghese del martirio di Ketevan è stata svelata in Georgia ed esposta nel Palazzo di Mukhrani.
Nell'ottobre 2017, il presidente della Georgia Giorgi Margvelashvili ha visitato il murale della regina Ketevan al convento di Graça durante il suo viaggio ufficiale in Portogallo. Sono proseguiti i lavori di restauro ed è stato firmato un accordo tra il convento e l'Agenzia Nazionale per la Conservazione del Patrimonio Culturale del Ministero della Cultura della Georgia.

### I resti della regina santa Ketevan a Goa
L'importanza della regina Ketevan per il popolo georgiano ha portato a una "caccia" di reliquie negli ultimi decenni, in particolare a Goa. Dal 1989, varie delegazioni provenienti dalla Georgia hanno collaborato con l'Archaeological Survey of India per cercare di localizzare la tomba di Ketevan all'interno delle rovine del convento agostiniano di Nostra Signora delle Grazie, a Goa Velha. Questi sforzi furono vanificati perché le squadre non furono in grado di interpretare correttamente i documenti portoghesi che fornivano indizi sul luogo di sepoltura di Ketevan.
Queste fonti storiche affermano che i frammenti ossei della palma e del braccio di Ketevan erano conservati all'interno di un'urna di pietra sotto un'apposita finestra all'interno della Cappella Capitolare del convento agostiniano. Nel maggio 2004, la Cappella del Capitolo e la finestra menzionate nelle fonti sono state trovate durante un lavoro di collaborazione tra l'architetto portoghese e cittadino d'oltremare dell'India Sidh Losa Mendiratta e l'Archaeological Survey of India, Goa-circle (all'epoca in cui Nizammudin Taher era sovrintendente archeologo). Sebbene l'urna di pietra stessa fosse mancante, la sua cimasa e alcuni frammenti ossei sono stati trovati vicino alla finestra menzionata nelle fonti portoghesi.
Il Dr. Niraj Rai, Manvendra Singh e il Dr. Gyaneshwer Chaubey del CSIR - Center for Cellular and Molecular Biology, Hyderabad, India e Estonian Biocentre, Estonia hanno effettuato analisi del DNA antico su questi resti ossei umani estratti dal convento di Sant'Agostino mediante sequenziamento e genotipizzazione del DNA mitocondriale. Le indagini sui resti hanno rivelato un insolito aplogruppo del mtDNA U1b, assente in India, ma presente in Georgia e nelle regioni circostanti. Poiché l'analisi genetica conferma le prove archeologiche e letterarie, è probabile che l'osso scavato appartenga alla regina Ketevan della Georgia. Tuttavia, è importante tenere presente che i frammenti di osso della palma e del braccio di Ketevan erano conservati nella stessa urna dei resti completi di due missionari europei, fra Jerónimo da Cruz e fra Guilherme de Santo Agostinho. Pertanto, sarebbe stato fondamentale determinare il sesso e il tipo di osso dei frammenti testati per avere risultati conclusivi. Secondo un articolo apparso sul quotidiano indiano Mint on Sunday «ulteriori test hanno confermato che l'osso U1b proveniva da una donna. Così, nel 2013, è stato stabilito che l'osso trovato in due pezzi nel 2005 era coerente con l'essere di una donna georgiana».
Nel 2017, celebrando i venticinque anni di relazioni diplomatiche tra India e Georgia, le reliquie sono state inviate in Georgia per un periodo di sei mesi durante il quale sono stati allestiti eventi sia religiosi che scientifici. Il governo indiano ha offerto alla Georgia alcune parti delle sacre reliquie di Goa. Il 9 luglio 2021, le reliquie sono state consegnate al governo georgiano e al catholicos-patriarca della Georgia Elia II dal ministro degli Esteri indiano S. Jaishankar.